# WHA (Hörfunksender)
WHA ist der älteste nicht-kommerzielle Hörfunksender der USA. Die Radiostation ging 1922 von der University of Wisconsin in Madison, Wisconsin,  auf Sendung und sendet seitdem. Sie ist die Flaggschiff-Station des Wisconsin Public Radio und sendet das Programm des Ideas Network.
WHA sendet eine Reihe von Nachrichten und Talkformaten des Wisconsin Public Radio, NPR, American Public Media, Public Radio International, der Canadian Broadcasting Corporation und der BBC.

## WHA-Familie
Neben dem Rundfunksender auf Mittelwelle und UKW betreibt WHA mit WHA-TV einen Fernsehsender. Eigentümer ist jeweils das Board of Regents, der University of Wisconsin System. WHA-TV ist die Fernsehstation des Wisconsin Public Television Network.

## Verbreitungswege
Unter dem Branding Wisconsin Public Radio Ideas Network ist WHA für die Mittelwellen-Frequenz 930 kHz mit 5 kW lizenziert.
Daneben wird das Programm von zwei "low-powered FM translators" und von WERN-FM auf HD3 ausgestrahlt.